# سختی
با سفتی اشتباه نشود.

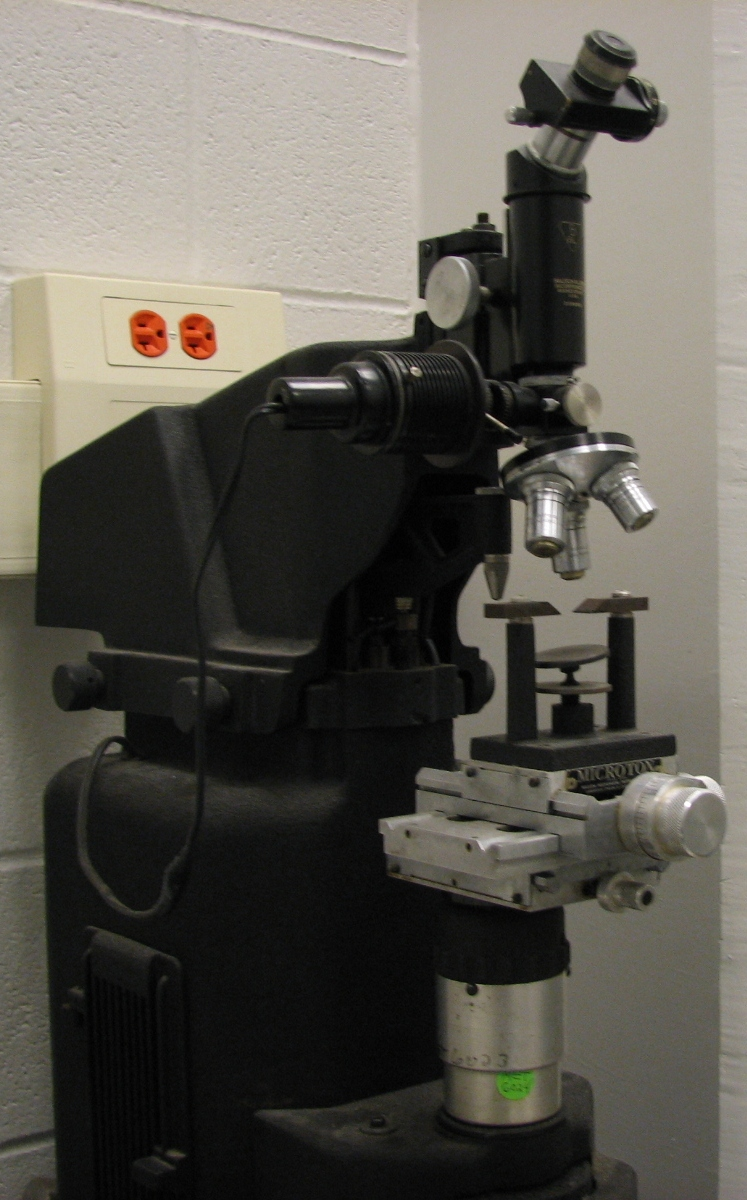
اندازه‌گیر سختی
سختی ویکرز

سختی (به انگلیسی: Hardness)، به عنوان قابلیت ماده به مقاومت در برابر تغییر شکل دائم یا نفوذ یک نفوذکننده (به انگلیسی: indenter)، به سطح آن تعریف می‌شود. سختی، میزان مقاومت سطح ماده در برابر تغییر شکل دائم یا پلاستیک (غیر الاستیک) است. از آنجایی که در هنگام تست میزان سختی ماده، نفوذکننده به سطح فشار داده می‌شود، سختی را می‌توان به عنوان میزان مقاومت ماده در برابر نیروی فشاری نیز تعریف کرد. هر چه سختی یک ماده بیشتر باشد دیرتر خراش برمی‌دارد. الماس از سخت‌ترین مواد طبیعی شناخته شده می‌باشد.
نباید سختی (Hardness)، سفتی (Stiffness) و استحکام (Strength) با یکدیگر اشتباه گرفته شده و به جای یکدیگر استفاده گردند. شناخت اختلاف و تفکیک این سه مفهوم از هم، از اصول بنیادین مهندسی مکانیک است. سفتی معیاری برای تعیین تمایل یک ماده به برگشت به شکل اول پس از تغییر شکل توسط یک نیرو می‌باشد. استحکام تعیین می‌کند که یک ماده چقدر می‌تواند تنش را قبل از تغییر شکل دائم یا شکست تحمل کند.
معیارها و آزمون‌های مختلفی برای سختی مواد وجود دارد اما تمام آن‌ها از مقاومت ماده در برابر یک فرورونده یا خراشنده با اعمال نیروی مشخص بر ابزاری با شعاع یا قطر مشخص سختی ماده را ارزیابی می‌کنند. سختی میزان مقاومت یک جسم در برابر یک جسم نوک تیز (خراشیدگی) است.
پارامترهای مختلف از جمله دما، نرخ کرنش، اندازه دانه، جهت‌های بلوری (در تک بلورها)، ترکیبات آلیاژی و غیره بر سختی مواد تاثیرگذارند.
این قابلیت را می‌توان در مواد با عملیات‌های حرارتی یا روش‌های مختلف تغییر داد. برای مثال کاهش اندازه دانه‌ها در مواد، باعث افزایش سختی آن‌ها می‌شود. افزودن کربن به آهن نیز (فولاد) سختی آلیاژ را افزایش می‌دهد.

## اندازه‌گیری سختی
سختی، از ویژگی‌های اصلی و ذاتی یک ماده نیست. برای این واژه می‌توان بیشتر از یک معنی تعریف کرد؛ می‌توان آن را مقاومت ماده در برابر سایش یا مقاومت در مقابل تغییر شکل موم سان (تغییر شکل دائمی یا پلاستیک) دانست. روش‌های گوناگون آزمون‌های سنجش سختی بر اندازه‌گیری یکی از این دو ویژگی ماده استوار است. این آزمون‌ها ممکن است استاتیک (ایستا) یا دینامیک (پویا) باشند. در آزمون‌های استاتیک که متداول تر هستند، یک حفره با استفاده از نیرویی معین در قطعه ایجاد کرده و ابعادش را اندازه‌گیری می‌کنند. در آزمون‌های دینامیک، پرتابه ای آزادانه رها شده و به سطح ماده برخورد می‌کند، بخشی از انرژی پرتابه صرف تغییر شکل ماده شده و باقیمانده آن موجب برگشتن وزنه از سطح می‌شود و با اندازه‌گیری این انرژی سختی جسم را می‌سنجند.

### آزمون‌های استاتیک

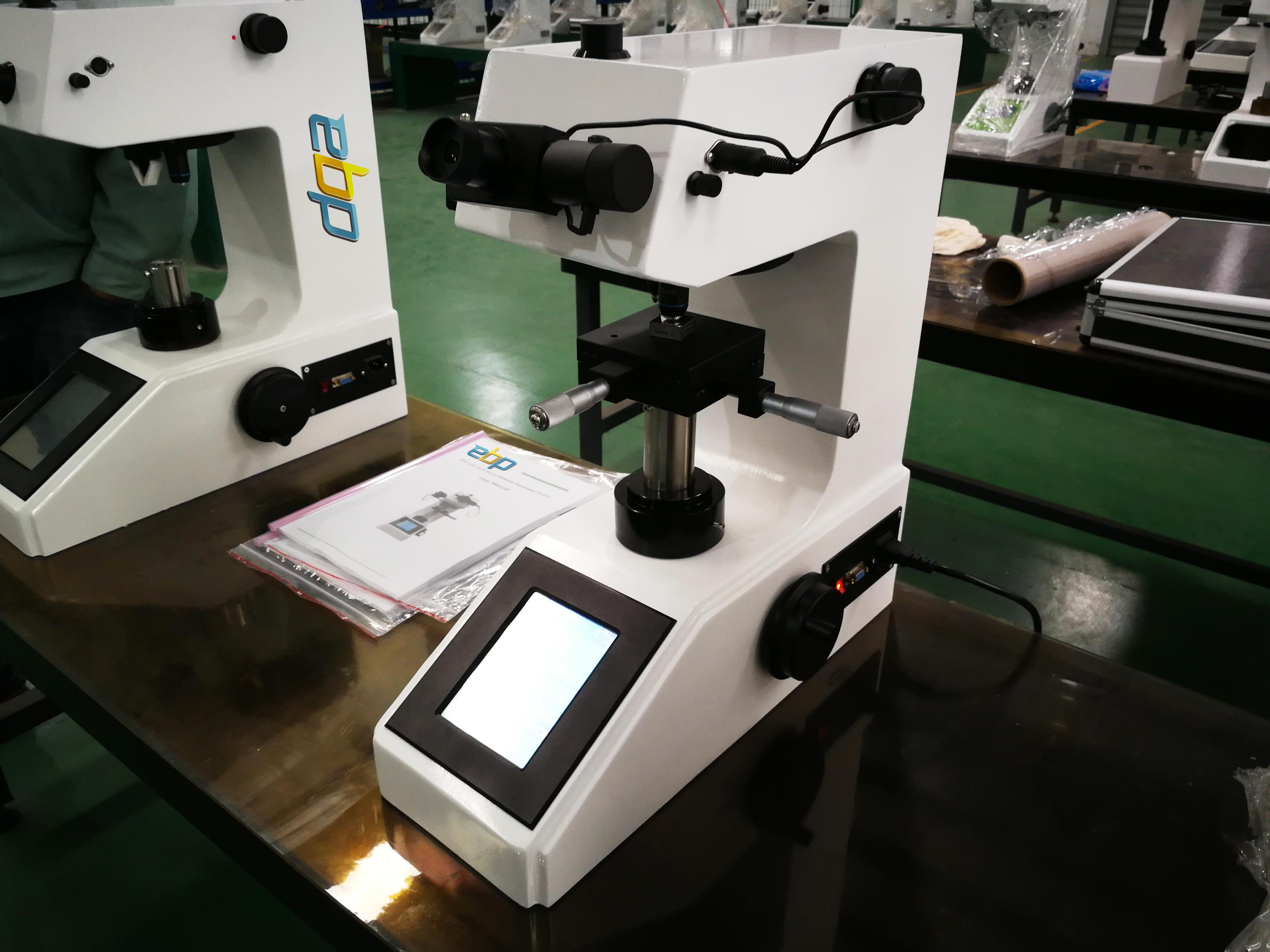
دستگاه دیجیتال سختی سنجی با معیار ویکرز

در تمام آزمون‌های استاتیک، نوعی فرورونده تحت اثر نیرویی خارجی در سطح نمونه فرو برده می‌شود، یکی از ابعاد این فرورفتگی اندازه‌گیری شده و از آن برای تعیین عدد سختی استفاده می‌شود. ذات ماده، اندازه و نوع فرورونده و همچنین مقدار نیروی وارد شده بر اندازه فرورفتگی تأثیر گذارند. راکول، برینل، نوپ و ویکرز روش‌هایی هستند که غالباً برای تعیین سختی استفاده می‌شوند. اساس به کار گرفته شده در تمام این آزمایش‌ها، مجموعه نیروهایی هستند که به فرورونده اعمال می‌شوند. اگر ماده سخت باشد، فرورفتگی ای کوچک و کم عمق حاصل می‌شود در حالی که اگر ماده نرم باشد، فرورفتگی ای کاملاً بزرگ و عمیق حاصل خواهد شد.
روش‌های اندازه‌گیری موجود شامل مشاهده بصری فرورفتگی یا عمق‌سنجی می‌شود. آزمایشگرهای راکول عمق فرورفتگی را اندازه می‌گیرند، در حالی که آزمایشگرهای برینل، نوپ و ویکرز نیاز به اندازه‌گیری قطر فرورفتگی دارند.

### آزمون‌های دینامیک
سختی فلزات به روش دینامیک، به کمک اندازه‌گیری میزان جهش یک پرتابه سخت پس از برخورد به سطح قطعه شده به دست می‌آید. جهش بیشتر پرتابه، نشان دهنده سختی بیشتر است. در اثر برخورد، اثر کوچکی روی نمونه به جای می‌ماند، اندازه این اثر، نشان دهنده خاصیت پلاستیک قطعه است که تظاهر «سختی استاتیکی» فلز می‌باشد. بخشی از انرژی پرتابه صرف ایجاد این اثر گشته و تقریباً باقیمانده انرژی صرف بازگشت پرتابه می‌شود. دستگاه لیب، بر اساس روش دینامیک ساخته شده و استفاده از آن در صنعت مرسوم است. البته روش‌های دینامیک دیگری نیز برای سختی سنجی وجود دارند، اما کاربردی و رایج نیستند.

### روش‌های دیگر سختی سنجی
برای برخی مواد، مانند مواد معدنی، یکی از بهترین روش‌های سختی سنجی، اندازه‌گیری مقاومت آن‌ها نسبت به سایش است. سختی خراش طبق مقیاس موس اندازه‌گیری می‌شود. در این روش، این مقیاس شامل ۱۰ ماده معدنی استاندارد است که به ترتیب قابلیت خراشیده شدنشان مرتب می‌شوند. نرم‌ترین ماده معدنی در این مقیاس، تالک می‌باشد (با سختی خراش ۱)، در حالی که الماس سختی برابر ۱۰ دارد. بر اساس این نوع سنجش سختی، مواد مطابق با توانایی شان برای خراشیدن یکدیگر، ارزیابی می‌شوند. اگر ماده بتواند روی ماده ای دیگر خراش ایجاد کند، از آن سخت‌تر است. بدین ترتیب در این آزمون، نمونه‌های استاندارد توسط ماده مورد ارزیابی خراشیده می‌شوند و عدد سختی ماده بین عدد سختی دو نمونه استاندارد متوالی قرار می‌گیرد.
روش‌های سختی سنجی دیگری نیز وجود دارند که کمتر رایج هستند؛ مثلاً در سختی سنجی به روش التراسونیک از نیروهای تا ۸۰۰ گرم استفاده شده و عمق اثر را با یک پروب اندازه می‌گیرند و عدد سختی در معیار راکول یا ویکرز به صورت دیجیتال گزارش می‌شود. از ویژگی‌های مهم این روش قابلیت خودکار شدن آن است به طوری که در صورت وجود تمهیدات لازم، می‌توان تا ۱۲۰۰ قطعه را در ساعت سختی سنجی کرد.

### سختی سنجی مواد و قطعات مختلف

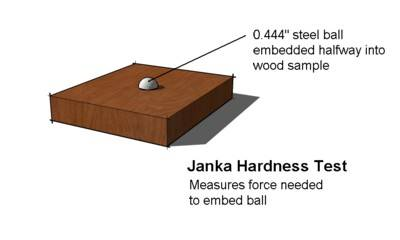
سختی سنجی چوب با روش "Janka"

روش‌های دیگر سختی سنجی نیز برای سایر مواد وجود دارند. برای سنجش سختی انواع چوب‌ها از روشی به نام Janka استفاده می‌شود که اساس آن این است که با چه نیرویی بر حسب پوند نیرو (Ibf) می‌توان نیمی از یک گلوله با قطر ۰/۴۴۴ اینچ را درون چوب فروبرد. بدین ترتیب انواع چوب‌ها را طبقه‌بندی شده د و معیاری برای آسان بودن یا دشواری بریدن یا میخ کاری چوب به دست می‌آید که به عنوان راهنمایی برای چگونگی کاربرد آن‌ها بر اساس استحکام به کار می‌رود.
سختی لاستیک‌ها و پلاستیک‌ها با وسیله کوچکی به نام دورومتر اندازه‌گیری می‌شود. دورومتر معمولی، وسیله کوچکی است که در آن یک فرورونده کروی تحت اثر نیروی فنر یا وزنه، روی سطح ماده فشرده شده و یک عقربه عدد سختی را روی صفحه مدرج نمایش می‌دهد. این دستگاه انواع مختلفی برای آزمایش گسترده کامل الاستومرها و پلاستیک‌ها از بسیار نرم تا بسیار سخت، دارد.

## سختی و سختی پذیری در فولادها
منظور از سختی پذیری یا قابلیت سختکاری (به انگلیسی: Hardenability) در فولادها، قابلیت فولاد به افزایش سختی تا عمق مطلوب، از طریق خنک سازی آن با نرخ مناسب است. سختکاری فولاد از طریق تبدیل آستنیت به مارتنزیت انجام می‌شود، و میزان تشکیل مارتنزیت بستگی به رعایت سرعت لازم در خنک سازی فولاد آستنیتی شده، تا زیر دمای شروع-مارتنزیت دارد، به گونه ای که آستنیت قابل توجه ای به پرلیت یا سایر فراورده‌ها تبدیل نشود. در نتیجه گفته می‌شود که فولادهایی که تا عمق زیادی سختکاری می‌شوند (یعنی مارتنزیت تا عمق زیادی شکل می‌گیرد)، دارای "سختی پذیری" بالایی هستند و آنهایی که تا عمق کمی مارتنزیت در آنها شکل می‌گیرد، سختی پذیری کمی دارند.
سختی پذیری، که مقیاسی تجربی برای اندازه‌گیری قابلیت سخت شدن ماده است، نباید با «سختی» یا با «حداکثر سختی مارتنزیت پس از کوئنچ شدن» اشتباه گرفته شود. سختی بستگی به درصد کربن و عمق فاز مارتنزیت شکل گرفته در قطعه دارد. برای یک فولاد با درصد کربن مشخص، حداکثر سختی قابل دسترسی از طریق تولید قطعه ای ۱۰۰٪ مارتنزیتی است، که فقط ممکن است بر روی سطح یا نمونه‌های فولادی کوچک امکان‌پذیر باشد. نرخ خنک سازی در قطعات با ضخامت بالا ممکن است به قدر کافی بالا نباشد تا بتواند یک ریزساختار ۱۰۰٪ مارتنزیتی ایجاد کند، و در نتیجه باعث کاهش عمق مارتنزیت تولید شده و سختی شود.
برخلاف تأثیر کربن بر سختی مارتنزیت، سایر عناصر آلیاژی باعث افزایش سختی فولاد کوئنچ شده نمی‌شوند. سختی مارتنزیت فقط به درصد کربن بستگی دارد. با این وجود، سایر عناصر آلیاژی فولاد می‌توانند سختی پذیری فولاد را افزایش دهند. عناصر آلیاژی می‌توانند انتشار و پخش شدن کربن را کند کرده (تشکیل پرلیت نیاز به پخش شدن کربن دارد)، و به این طریق با بهبود تشکیل مارتنزیت در سرعت‌های خنک سازی کمتر، سختی پذیری (و عمق سختکاری) را افزایش دهند. برای مثال، خنک کاری ناگهانی فولادی آستنیتی شده با ۱٪ کربن، باعث سخت شدن بسیار بیشتر آن نسبت به یک فولاد ۳٪ نیکل می‌شود که فقط ۰٫۳٪ کربن دارد، اما فولاد نیکلی سختی پذیری خیلی بیشتری خواهد داشت، چرا که فولاد نیکلی تا عمق بسیار بیشتری در قسمت‌های ضخیم سختکاری خواهد شد.

## معیارهای سختی
- سختی ویکرز
- سختی برینل
- سختی راکول
- سختی نوپ
- سختی موس
- سختی لیب